# Gaucha fasciata
Espèce
Synonymes
- Mummuciella simoni Roewer, 1934

Gaucha fasciata est une espèce de solifuges de la famille des Mummuciidae.

## Distribution
Cette espèce est endémique du Rio Grande do Sul au Brésil. Elle se rencontre vers Porto Alegre.

## Description
Le mâle décrit par Botero-Trujillo, Ott et Carvalho en 2017 mesure 7,58 mm et la femelle 13,17 mm.

## Publication originale
- Mello-Leitão, 1924 : A new South American Solpugid. Revista chilena de historia natural pura y aplicada, vol. 28, p. 140-143.